# Філіп Уде
Філіп Уде  (хорв. Filip Ude, 3 червня 1986) — хорватський гімнаст. Срібний призер Олімпійських ігор 2008, чемпіонатів світу та Європи. Учасник Олімпійських ігор 2012 та Олімпійських ігор 2016. Спортсмен 2008 року в Хорватії.

## Біографія
Одружений, має доньку Єву 2017 року народження.
З 2018 року спільно з дружиною Аною випускає власну лінію парфумів Evita Fragrances, що складається з двох жіночих та двох чоловічих парфумів.
Закінчив тренерський факультет Загребського університету.

## Спортивна кар'єра
Через активність та зайву енергію мати записала до секції спортивної гімнастики у семирічному віці, коли пішов до початкової школи. Мав бажання займатися іншими видами спорту, але мати наполягала на спортивній гімнастиці, щоб запобігти можливому завершенню заняттями спорту. Після перших нагород остаточно сконцентрувався на спортивній кар'єрі в спортивній гімнастиці.

#### 2008
На чемпіонаті Європи здобув срібло на коні.
На Олімпійських іграх в Пекіні виборов срібну нагороду у вправі на коні.
За підсумками року було визнано спортсменом року в Хорватії, а також було вручено найвищу нагороду спортсменів Хорватії - державну премію Франьо Бучара в спорті.

#### 2014
На чемпіонаті світу в китайському Наньніні виборов срібну нагороду на коні.

#### 2019
Під час тренування у вересні отримав розрив зв'язок правого коліна, був прооперований. Через травму змушений був пропустити кваліфікаційний на Олімпійські ігри в Токіо чемпіонат світу в Штутгарті, Німеччина.

#### 2020
За чотири тижні до континентальної першості захворів на КОВІД-19, який переніс у легкій формі. Два тижні був на самоізоляції, тому мав десять діб на відновлення спортивної форми.
У грудні під час пандемії коронавірусу на чемпіонаті Європи в Мерсіні, Туреччина, через дванадцять років після першого п'єдесталу чемпіонату Європи здобув другу в кар'єрі срібну медаль континентальної першості у вправі на коні.

## Виступи на Олімпіадах
| Олімпіада      | Дисципліна       | Місце             |
| -------------- | ---------------- | ----------------- |
| Пекін 2008     | абсолютний залік | 87 (кваліфікація) |
| Пекін 2008     | вільні вправи    | 41 (кваліфікація) |
| Пекін 2008     | кінь             | 2                 |
| Лондон 2012    | кінь             | 32 (кваліфікація) |
| Ріо-де-Жанейро | кінь             | 30 (кваліфікація) |

## Результати на турнірах
| Рік  | Змагання                  | КБ | ІБ | Вільні вправи | Кінь | Кільця | Опорний стрибок | Паралельні бруси | Перекладина |
| ---- | ------------------------- | -- | -- | ------------- | ---- | ------ | --------------- | ---------------- | ----------- |
| 2008 | Чемпіонат Європи          |    |    |               | 2    |        |                 |                  |             |
| 2008 | Олімпійські ігри          |    |    |               | 2    |        |                 |                  |             |
| 2010 | Чемпіонат світу           |    |    |               | 5    |        |                 |                  |             |
| 2011 | Чемпіонат світу           |    |    |               | 88   |        |                 |                  |             |
| 2012 | Олімпійські ігри          |    |    |               | 32   |        |                 |                  |             |
| 2013 | Чемпіонат світу           |    |    |               | 51   |        |                 |                  |             |
| 2014 | Чемпіонат Європи          |    |    |               | 7    |        |                 |                  |             |
| 2014 | Чемпіонат світу           |    |    |               | 2    |        |                 |                  |             |
| 2015 | Чемпіонат Європи          |    |    |               | 46   |        |                 |                  |             |
| 2015 | Чемпіонат світу           |    |    |               | 13   |        |                 |                  |             |
| 2016 | Чемпіонат Європи          |    |    |               | 24   |        |                 |                  |             |
| 2016 | Олімпійські ігри          |    |    |               | 30   |        |                 |                  |             |
| 2017 | Чемпіонат світу           |    |    |               | 9    |        |                 |                  |             |
| 2018 | Чемпіонат Європи          |    |    |               | 6    |        |                 |                  |             |
| 2018 | Чемпіонат світу           |    |    |               | 17   |        |                 |                  |             |
| 2018 | Кубок виклику в Сомбатгеї |    |    |               | 8    |        |                 |                  |             |
| 2018 | Кубок світу в Котбусі     |    |    |               | 8    |        |                 |                  |             |
| 2019 | Кубок світу в Баку        |    |    |               | 6    |        |                 |                  | 21          |
| 2019 | Кубок світу в Досі        |    |    |               | 8    |        |                 |                  | 28          |
| 2019 | Чемпіонат Європи          |    |    |               | 16   |        |                 |                  |             |
| 2020 | Кубок світу в Мельбурні   |    |    |               | 21   |        |                 |                  |             |
| 2020 | Кубок світу в Баку        |    |    |               | 8    |        |                 |                  |             |
| 2020 | Кубок виклику в Сомбатгеї |    |    |               | 4    |        |                 |                  |             |
| 2020 | Чемпіонат Європи          |    |    |               | 2    |        |                 |                  |             |
| 2021 | Кубок виклику в Осієці    |    |    |               | 6    |        |                 |                  |             |
| 2021 | Кубок виклику в Копері    |    |    |               | 3    |        |                 |                  |             |
| 2021 | Кубок виклику в Мерсіні   |    |    |               | 3    |        |                 |                  |             |
| 2021 | Чемпіонат світу           |    |    |               | 7    |        |                 |                  |             |
| 2022 | Кубок світу в Баку        |    |    |               | 5    |        |                 |                  |             |